# Universidad Autónoma de Aguascalientes
La Universidad Autónoma de Aguascalientes, creada el 19 de junio de 1973, tiene sus orígenes en la Escuela de Agricultura, fundada por el gobernador J. Jesús Gómez Portugal el 15 de enero de 1867, la cual ofrecía únicamente los niveles de secundaria y preparatoria. Más tarde habría de cambiar su nombre a Instituto Científico y Literario en 1871. 
Posteriormente, con el transcurso del tiempo, la institución tuvo los nombres siguientes: Instituto de Ciencias del Estado; Escuela Preparatoria del Estado; Escuela Preparatoria y de Comercio; Escuela Preparatoria Normal y de Comercio; Escuela Preparatoria del Estado; Escuela Preparatoria y de Comercio; Instituto de Ciencias del Estado; Instituto de Ciencias Autónomo; Instituto Autónomo de Ciencias; Instituto Autónomo de Ciencias y Tecnología, finalmente Universidad Autónoma de Aguascalientes
En 1968 se establecieron las primeras licenciaturas en lo que todavía fuera Instituto Autónomo de Ciencias y Tecnología, como fueron las carreras de Contador Público, Administración de Empresas, Biología y Derecho. En 1972 se crea la licenciatura de Medicina.
El 19 de junio de 1973 en una sesión extraordinaria del Consejo Directivo, y en pleno uso de su autonomía, el Instituto habría de cambiar a Universidad Autónoma de Aguascalientes. Actualmente con una oferta educativa de 64 licenciaturas, 15 maestrías y 9 doctorados. Así mismo, la UAA tiene tres planteles de Bachillerato.
La Universidad Autónoma de Aguascalientes funcionará como organismo público descentralizado del Estado con personalidad jurídica propia para adquirir y administrar bienes. Tiene por fines impartir la enseñanza media y superior en el Estado de Aguascalientes, realizar la investigación científica y humanística y extender los beneficios de la cultura a los diversos sectores de la población. 
La enseñanza y la investigación se planearán y desarrollarán dando especial atención a la formación de profesionales e investigadores en las disciplinas científicas y culturales más relacionadas con el desarrollo socioeconómico, regional y nacional. La educación que se imparta en la Universidad estará orientada al desarrollo integral de la personalidad y facultades del estudiante, fomentando en él, el amor a la patria y a la humanidad, y la conciencia de responsabilidad social.
La Universidad examinará todas las corrientes del pensamiento humano, los hechos históricos y las doctrinas sociales, con la rigurosa objetividad que corresponde a sus fines.
Los principios de libertad de cátedra y de libre investigación, normarán las actividades de la Universidad; la violación de estos principios en provecho de la propaganda política o religiosa, así como la comisión de actos contrarios al decoro de la Universidad y al respeto que entre sí se deben sus miembros, serán motivo de sanción de acuerdo con el Estatuto y reglamentos respectivos.
El lema de la UAA es “Se lumen proferre”, que significa “Proyectarse luz”. La mascota de la Universidad es un gallo.

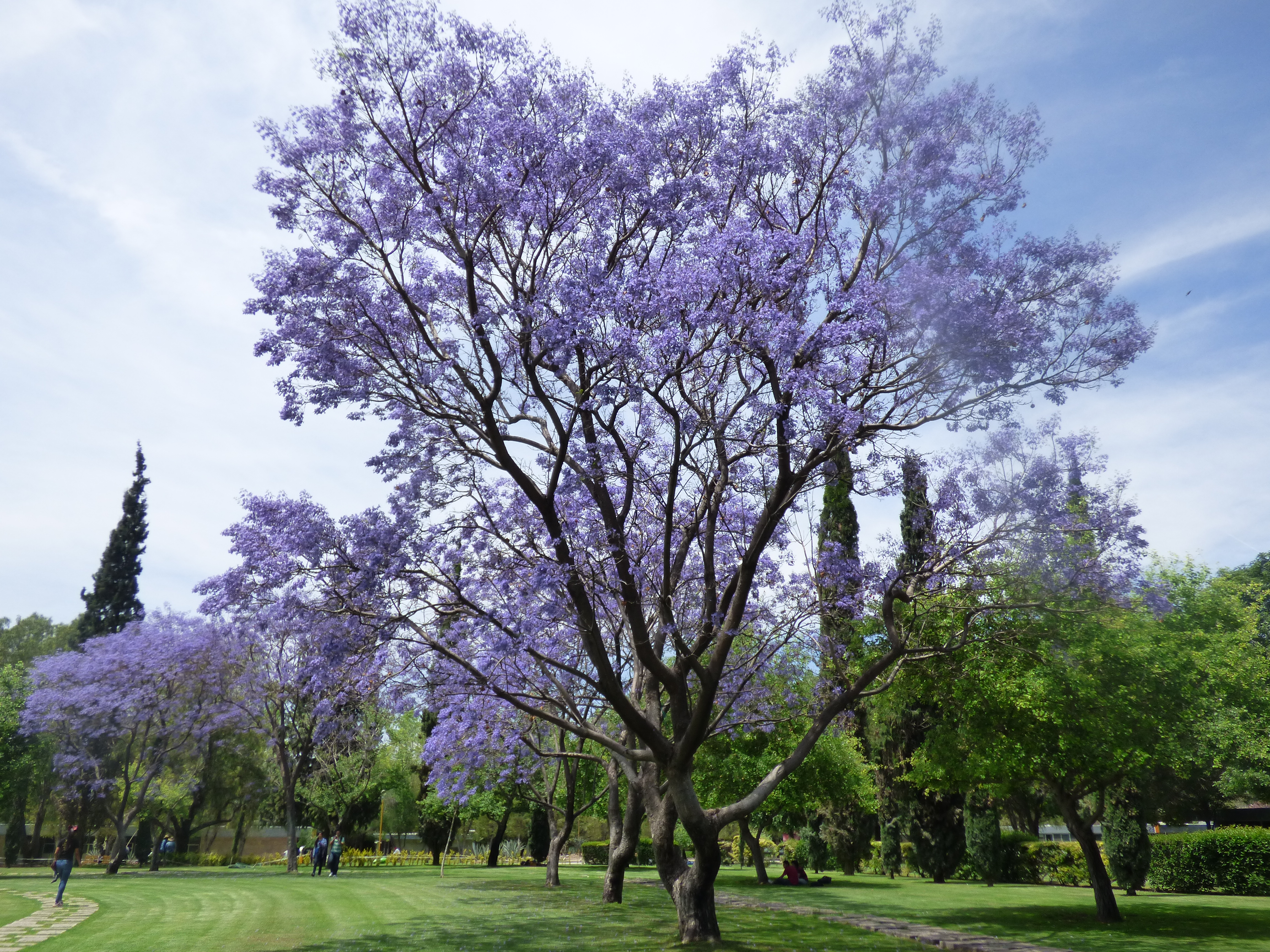
Jardín de las generaciones, campus central.

## Historia

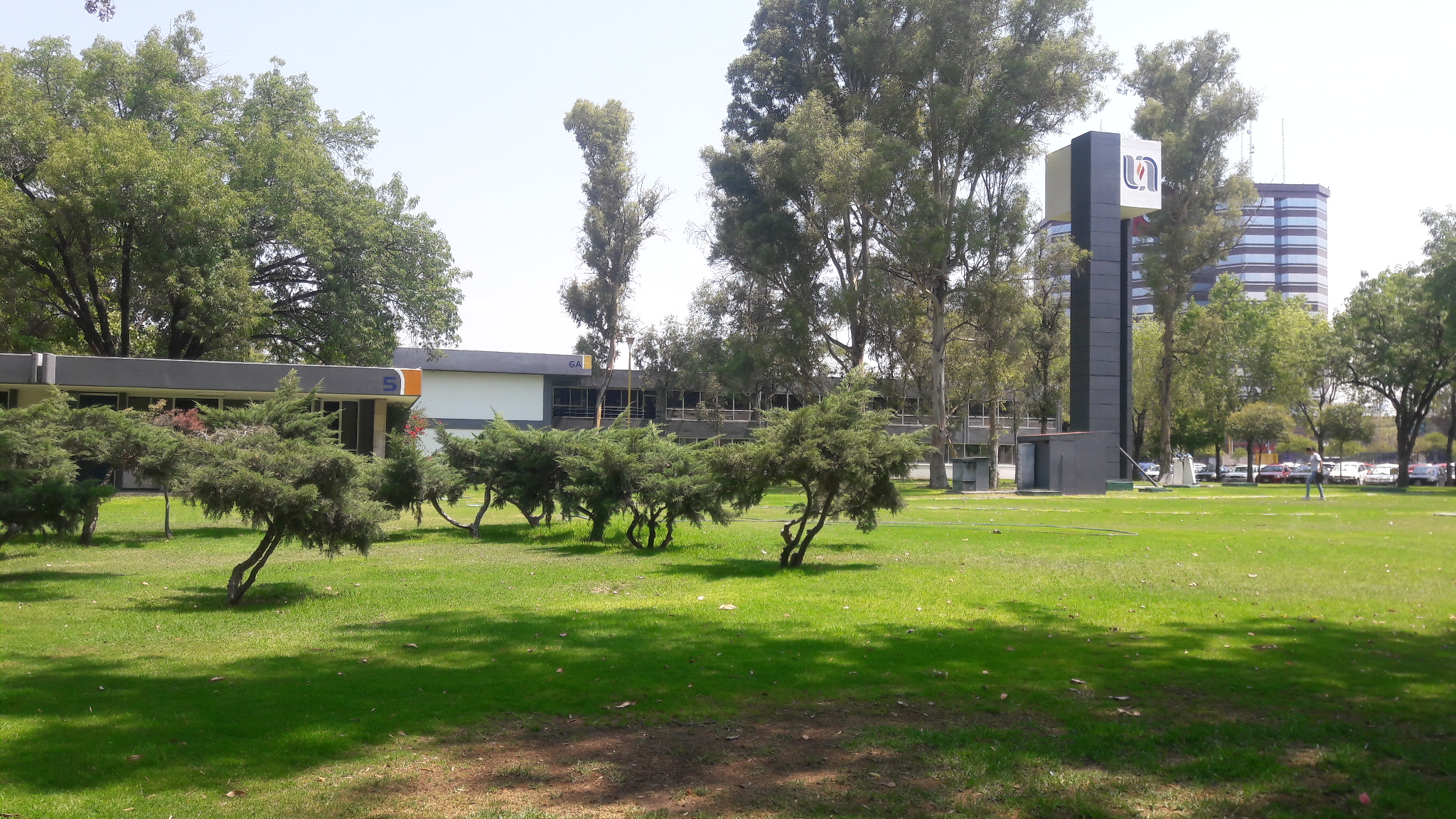
Centro de Ciencias Sociales y Humanidades

Los antecedentes de esta institución se remontan hasta el 15 de enero de 1867 cuando el gobernador del Estado, coronel J. Jesús Gómez Portugal , inaugura la Escuela de Agricultura la que al pasar el tiempo quedaría, en su última etapa, como Instituto Autónomo de Ciencias y Tecnología.
Tuvieron que pasar 106 años para que el Instituto de Ciencias, partiendo de su autonomía, promoviera su propia transformación en lo que es hoy la Universidad Autónoma de Aguascalientes.
El 19 de junio de 1973, en una reunión histórica del Consejo Directivo del IACT, se aprobó por unanimidad el nacimiento de la primera Universidad pública en el Estado, luego de que el contador público Humberto Martínez de León, rector fundador, presentara el proyecto académico y administrativo de la naciente casa de cultura superior.

### Fundación de la Escuela de Agricultura
Al coronel don J. Jesús Gómez Portugal, gobernador de Aguascalientes, le corresponde fundar la Escuela de Agricultura el 15 de enero de 1867, la que cuatro años más tarde, en 1871, cambiaría su nombre por el de Instituto Científico y Literario.
El Republicano de fecha 3 de enero de 1867 publica el decreto oficial mediante el cual se crea la Escuela de Agricultura.
Gómez Portugal nació en Aguascalientes hacia el año de 1818 y murió en San Luis Potosí en 1875. En el año de 1867 fue elegido gobernador del Estado y fue derrocado el 5 de agosto de 1871.

### Don Ignacio T. Chávez, primer director de la Escuela de Agricultura
Don Ignacio T. Chávez nació en Aguascalientes el 16 de abril de 1837, donde con notable aprovechamiento recibió la instrucción primaria. Terminada ésta, pasó a Guadalajara. Ahí comenzaron sus estudios de Medicina que concluyeron con brillante éxito en la Escuela Nacional de Medicina de México.
Su carrera política la inició por los años de 1867 y 1868. Fue el primer director de la Escuela de Agricultura, puesto en el que se distinguió por su celo y conducta mesurada. En 1871 fue llamado a ocupar la primera magistratura del Estado, por el voto unánime de los ciudadanos, haciéndose cargo del elevado puesto, bajo un programa de conciliación que otorgaba toda clase de garantías y que supo llevar debidamente durante su periodo constitucional.
Entre las mejoras materiales que se llevaron a efecto en su época, figuran el panteón de Los Ángeles, prolongación de la calle de la Cárcel, hoy Colón; el estanque nuevo y un puente a la entrada a Calvillo. Impulsó también la minería. Fue senador y llegó a ocupar otros cargos como los de director en el Hospicio de Pobres, y después en la Escuela Industrial de Huérfanos. Murió en la capital de la república en 1908.

### Cambios de nombre a la institución
En la década de los setenta del siglo antepasado, la vida cultural de Aguascalientes comienza a salir la precariedad y estancamiento que la caracterizaban. Las presidencias de don Ignacio T. Chávez al frente de la junta directiva de Instrucción Primaria, y el veterano político Ignacio M. Marín, en la dirección de la Escuela de Agricultura, consiguieron un ritmo académico regular.
Es conveniente subrayar que la Escuela de Agricultura cambia su nombre para quedar como Instituto Científico y Literario a partir del 5 de julio de 1871 al 31 de octubre de 1875. En este periodo se imparte, además de la Secundaria y Bachillerato, la carrera de ingeniero Topógrafo, llegándose a expedir sólo dos títulos.
En 1873 se inician las carreras de Jurisprudencia y Farmacia; la primera funcionó hasta 1877. El 1 de noviembre de 1885 cambia su nombre por el de Instituto de Ciencias del Estado, y es en esta época cuando se comete el agravio de suprimir todos los estudios profesionales, quedando la institución convertida, en 1887, como una simple escuela de Secundaria y Bachillerato.
A partir del 1 de enero de 1906 se convierte en Escuela Preparatoria del Estado, reconociendo en su mismo nombre la limitación de los estudios que se impartían. Más adelante vuelve nuevamente a manifestarse el interés por impartir estudios a nivel superior, creándose la carrera de Contador de Comercio que funciona de 1912 a 1916.

### El Instituto Científico y Literario durante el Porfiriato
El Instituto Científico y Literario a comienzos del Porfiriato tampoco era un modelo de altos niveles educativos; a esta institución concurrían muy pocos alumnos, los futuros profesionales de Aguascalientes, y sus planes de estudio procuraban darles una sólida formación ideológica, ya que carecían de medios para incrementar la enseñanza científica. Sin embargo, el Instituto comenzó inmediatamente a traer la benevolencia de los gobernantes y a ser una institución preferente para ellos, en detrimento de la atención debida a la instrucción primaria, hecho que, a medio plazo, no dejaría de tener repercusiones negativas sobre el mismo Instituto.
En esta época se trataba de formar a los hombres claves del Porfirismo, a su élite social, para lo cual se tenían materias de adoctrinamiento que se impartían estratégicamente en el quinto y último año lectivo de sus estudios preparatorianos. Después de concluir sus estudios, el alumno podría optar por continuar en el mismo Instituto durante dos años más, estudiando una de las dos carreras sobre las que sustentaba el régimen Porfirista su base intelectual: Topógrafos, los técnicos, o Leyes, los estadistas.
El gobernador Alejandro Vázquez del Mercado reducía las metas del Instituto a los términos siguientes: "Disciplina escolar uniforme y bien sostenida; moralidad suma en los alumnos que aprenden desde los primeros años a ser sumisos, respetuosos y cumplidos con sus deberes; aplicación de los alumnos y dedicación en los profesores; dirección bien organizada".
En 1885 el gobernador Hornedo inspiró una nueva ley o plan de estudios del Instituto de Ciencias del Estado, clave para el desarrollo de la enseñanza secundaria, puesto que respondía a la necesidad de uniformar la enseñanza secundaria impartida en Aguascalientes con la de la Escuela Preparatoria de la capital de la República. De este modo, los estudiantes Aguascalentenses que quisiesen seguir una carrera en la Ciudad de México, se librarían de las trabas y complejidades que implicaban las homologaciones de los planes de estudio.

### Autonomía del Instituto de Ciencias

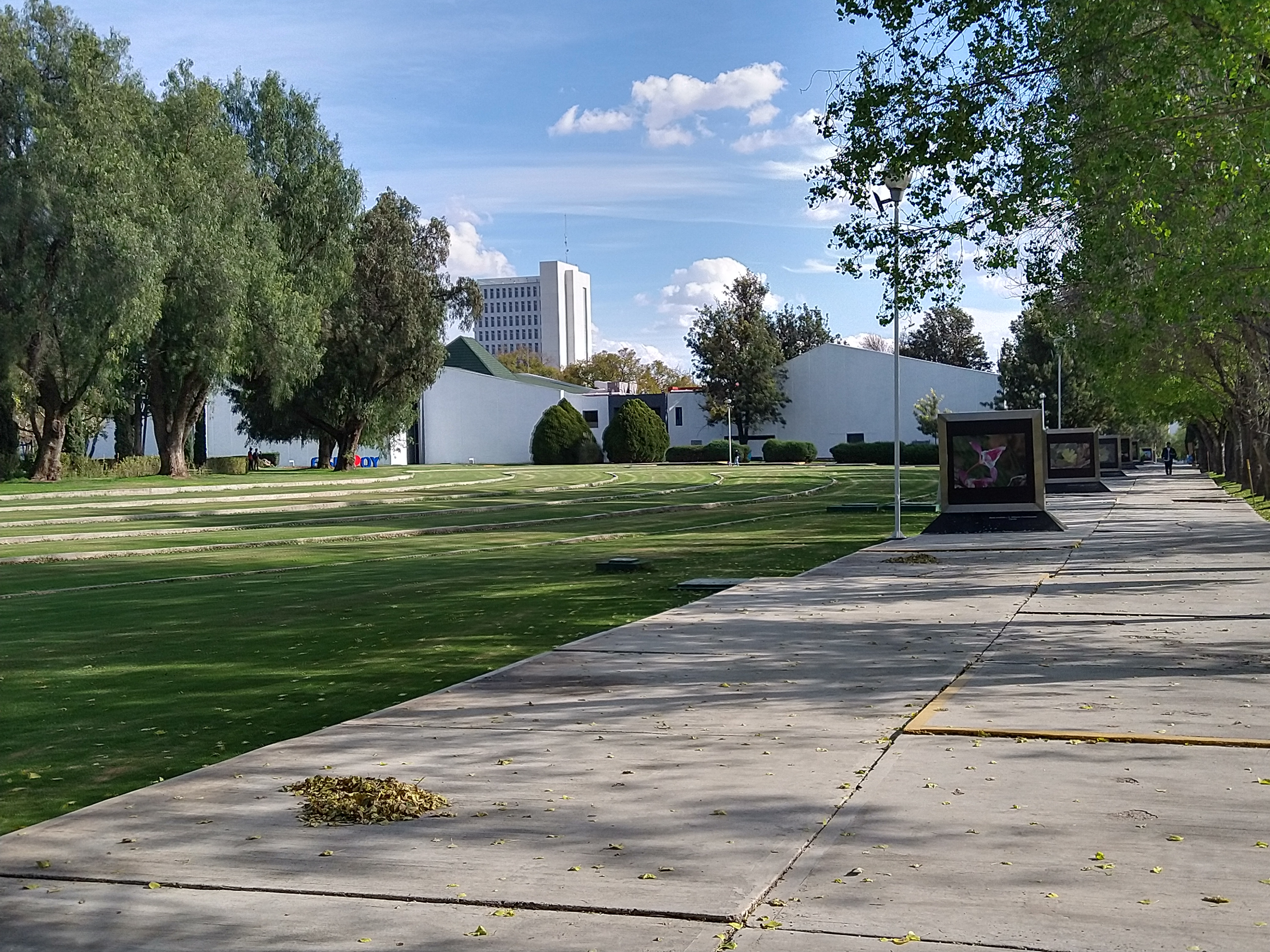
Jardín de las generaciones (jardín central) y Biblioteca central.

Siendo director del Instituto de Ciencias de Aguascalientes el doctor Rafael Macías Peña, el 14 de septiembre de 1942 se elaboró un anteproyecto de Ley Orgánica, en donde se contemplaba la autonomía de la institución. Se integró una comisión integrada por el doctor José González Saracho, ingeniero Efraín Cobar Lazo, doctor Rafael de la Torre y el licenciado Guillermo Moreno Rodríguez.
El doctor Alberto del Valle, entonces gobernador del Estado, recibió con simpatía esta solicitud. Luego de un extenso debate en el seno de la XXXVI Legislatura, llevado a cabo el 28 de octubre de ese mismo año, el Congreso aprobó la nueva Ley Orgánica, y por ende la autonomía, mediante un decreto promulgado el 19 de noviembre y publicado en el Periódico Oficial el 22 del mismo mes y año.

### Últimos periodos rectorales en el Instituto de Ciencias
Los últimos periodos rectorales en el Instituto Autónomo de Ciencias y Tecnología fueron cubiertos por el licenciado Benito Palomino Dena (1960-1965), ingeniero Carlos Ortiz González (1966-1968), doctor Álvaro de León Botello (1969-1971), y el contador público Humberto Martínez de León (1972-1974).
Con el licenciado Benito Palomino se establecen las carreras técnicas de Enfermería y Obstetricia y Contador Privado, más tarde, en 1963, se funda la carrera de Trabajo Social.
Es necesario hacer hincapié que el 22 de septiembre de 1963 el Congreso del Estado aprueba una nueva Ley Orgánica, mediante la cual el Instituto de Ciencias Autónomo pasa a ser Instituto Autónomo de Ciencias y Tecnología.
El 16 de octubre de 1964 el entonces presidente de México Adolfo López Mateos inaugura el nuevo edificio de la Preparatoria, ubicado en la avenida de Circunvalación esquina con avenida Independencia.
Durante el periodo del ingeniero Carlos Ortiz González, el 3 de noviembre de 1966 el Consejo Directivo aprueba el cambio de la Escuela de Contador Privado a Escuela de Comercio y Administración. Asimismo, el 15 de enero de 1967 se celebra el centenario del Instituto con diversos actos formales.
Más adelante, el 15 de noviembre de 1967 el Consejo Directivo aprueba la creación de las primeras licenciaturas: Contador Privado y Administración de Empresas, las cuales empiezan a funcionar los primeros días de febrero de 1968.
Al inicio del rectorado del doctor Álvaro de León Botello se comienzan a realizar gestiones para ampliar los subsidios que se reciben de parte del gobierno del Estado y la Federación, con objeto de apoyar las nuevas licenciaturas.
Durante este periodo se inician los estudios preliminares para la creación de la Escuela de Medicina. Otro aspecto que conviene señalar, es que se solicitan a las autoridades gubernamentales la donación de un terreno en donde se proyectaba construir las instalaciones para la carrera de Medicina.
El contador público Humberto Martínez de León asume la rectoría del Instituto el 3 de enero de 1972 y comienza una de las etapas más brillantes del IACT. Uno de sus más caros anhelos se encierra en un objetivo primordial: planear, organizar y construir a la Universidad Autónoma de Aguascalientes.
Lista de rectores del antiguo Instituto
| Director                  | De                       | A                          |
| ------------------------- | ------------------------ | -------------------------- |
| Dr. Ignacio T. Chávez     | 15 de enero de 1867      | 6 de junio de 1871         |
| Lic. Esteban Parga        | 6de junio de 1871        | agosto de 1871             |
| Dr. Ignacio N. Marín      | 22 de agosto de 1871     | 21 de junio de 1881        |
| Lic. José Ma. Ávila       | 22 de junio de 1881      | noviembre de 1883          |
| Ing. Jesús Pérez M.       | diciembre de 1883        | enero de 1885              |
| Dr. Ignacio N. Marín      | 1 de febrero de 1885     | 6 de septiembre de 1908 +  |
| Lic. Alberto M. Dávalos   | septiembre de 1908       | 20 de noviembre de 1911    |
| Dr. Ángel Nájera          | noviembre de 1911        | febrero de 1913            |
| Lic. Alberto M. Dávalos   | 4 de abril de 1904       | 23 de septiembre de 1913 + |
| Dr. Francisco C. Macías   | septiembre de 1913       | noviembre de 1913          |
| Ing. Tomás Medina U.      | noviembre de 1913        | julio de 1915              |
| Ing. José Arteaga         | Julio de 1915            | enero de 1917              |
| Ing. Leocadio de Luna     | 16 de mayo de 1917       | 15 de junio de 1917        |
| Dr. Pedro de Alba         | 15 de junio de 1917      | agosto de 1920             |
| Dr. Francisco C. Macías   | agosto de 1920           | 17 de marzo de 1926        |
| Dr. Alfonso M. López      | 18 de marzo de 1926      | marzo de 1927              |
| Lic. José Ma. Rincón      | abril de 1927            | noviembre de 1928          |
| Dr. José González S.      | diciembre de 1928        | abril de 1929              |
| Lic. Rafael V. Balderrama | abril de 1929            | mayo de 1929               |
| Dr. José González S.      | mayo de 1929             | 30 de junio de 1929        |
| Ing. Luis Herrera M.      | 1 de julio de 1929       | 12 de octubre de 1929      |
| Lic. Luis G. Sánchez      | 12 de octubre de 1929    | agosto de 1931             |
| Dr. Alberto del Valle     | agosto de 1931           | noviembre de 1932          |
| Dr. Joaquín Zermeño       | enero de 1933            | 31 de diciembre de 1933    |
| Dr. Alberto del Valle     | enero de 1934            | 25 de septiembre de 1934   |
| Lic. Ignacio Lomelí J.    | 26 de septiembre de 1934 | 3 de diciembre de 1936     |
| Dr. Rafael Macías P.      | febrero de 1936          | febrero de 1947            |
| Ing. Luis Herrera M.      | febrero de 1947          | agosto de 1947             |
| Dr. Salvador Ramírez.     | agosto de 1947           | abril de 1951              |

Durante este período fungió reconocido por los catedráticos, primero el químico Eusebio Sánchez Zarzosa y después el químico Benjamín Vargas Tapia. Un numeroso grupo de alumnos y una minoría de catedráticos, reconocieron al Dr. Carlos Aguilera de anda como rectores.
| Director                    | De                 | A                       |
| --------------------------- | ------------------ | ----------------------- |
| Quím. Benjamín Vargas Tapia | 1951               | 1953                    |
| Dr. Antonio Venegas         | mediados de 1953   | fines de 1953           |
| Quím. Benjamín Vargas Tapia | fines de 1953      | 31 de diciembre de 1956 |
| Dr. Salvador Ramírez        | 1 de enero de 1957 | 31 de diciembre de 1959 |
| Lic. Benito Palomino Dena   | 1 de enero de 1960 | 31 de diciembre de 1965 |
| Ing. Carlos Ortiz González  | 1 de enero de 1966 | 31 de diciembre de 1968 |
| Álvaro de León Botello      | 1 de enero de 1969 | 31 de diciembre de 1971 |
| Humberto Martínez de León   | 1 de enero de 1972 | 19 de junio de 1973     |

### Transformación del Instituto en Universidad

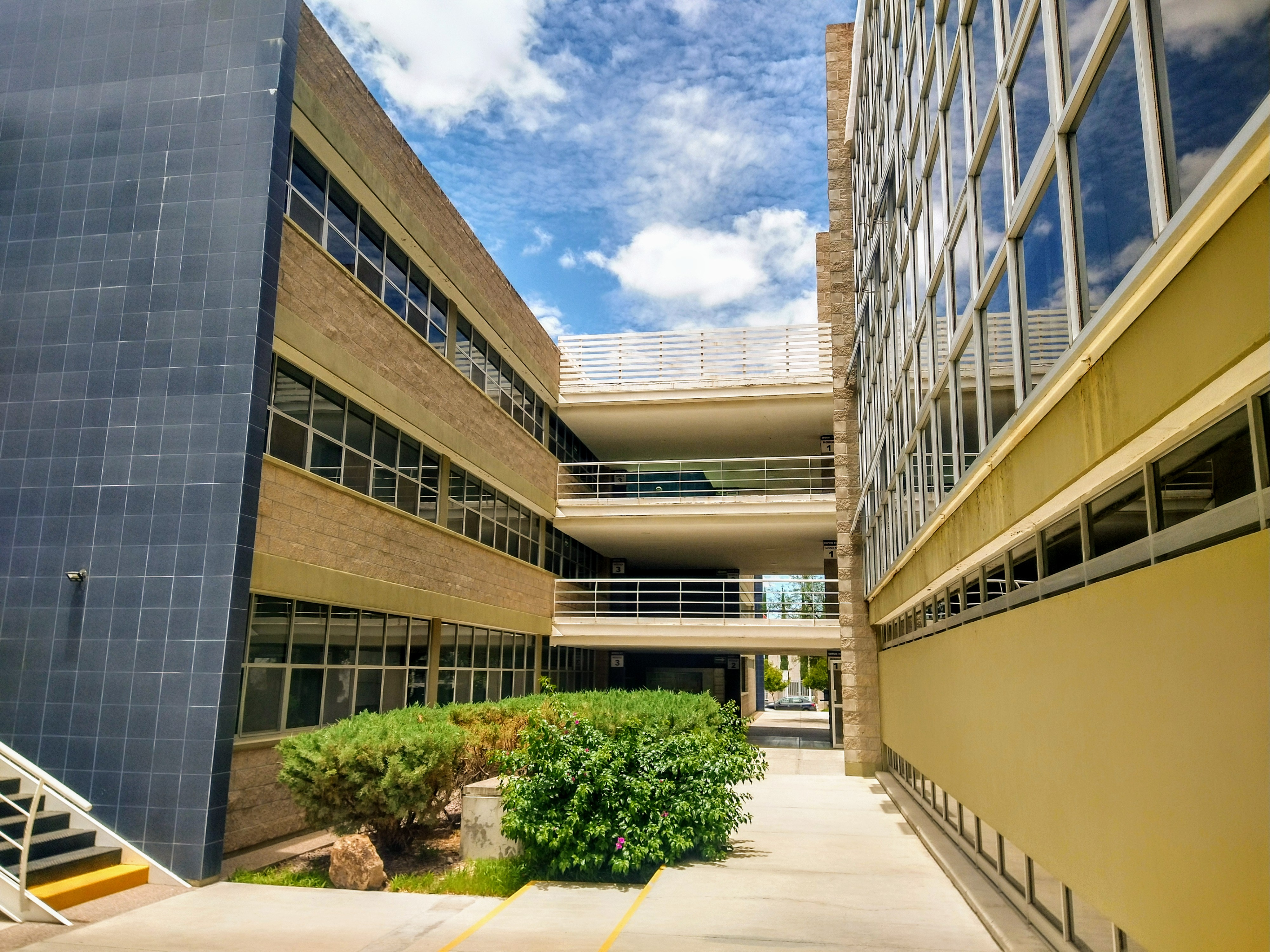
Aulas de enseñanza de idiomas.

El 19 de junio de 1973 en el seno de una reunión extraordinaria del Consejo Directivo del Instituto Autónomo de Ciencias y Tecnología, el contador Humberto Martínez de León presentó la justificación y exposición de motivos para transformar al Instituto en la Universidad Autónoma de Aguascalientes. La aprobación de los consejeros fue por unanimidad. Un Consejo directivo del IACT aprobó su transformación en universidad autónoma.

### Presentación del proyecto de Universidad al Gobernador
El 27 de noviembre de 1973 una comisión integrada por el rector, secretario, representantes de la Junta de Gobierno, del Consejo Directivo, del Patronato, Asociación de Catedráticos, Sociedad de Alumnos, así como otros funcionarios, presentaron el proyecto de la Universidad Autónoma de Aguascalientes al gobernador del Estado, doctor Francisco Guel Jiménez.
En dicha reunión se le dijo al mandatario que ya habían transcurrido cinco meses de que el Consejo Directivo del IACT había aprobado su transformación en Universidad, y que no se tenía información de que el Congreso analizara la Ley Orgánica que le daría vida jurídica a la naciente institución.

### Debate en el Congreso
En el mes de diciembre de 1973, con motivo del análisis del proyecto de la Ley Orgánica, un grupo de universitarios defendió en el Congreso la creación de la Universidad Autónoma de Aguascalientes, y en donde intervinieron las personas siguientes: Lic. Efrén González Cuéllar, Lic. José Luis Serna Valdivia, Lic. Francisco Ramírez Martínez, Lic. Netzahualcóyotl Aguilera, Lic. Gabriel Villalobos Ramírez, Lic. José Antonio Chávez Paura, Prof. Alejandro Topete del Valle, Dr. Álvaro de León Botello, CP. Pablo Giacinti Medina, Sr. Jesús de Lira Cisneros, MVZ. Luis Felipe Cisneros Bosque, Sr. José Luis González Marmolejo, Dr. Alfonso Pérez Romo, Sr. Eudoro Fonseca Yerena, Lic. Guillermo Ballesteros Guerra, Sr. Rafael Ruiz Velasco, CP. Humberto Martínez de León, Dr. Camilo Apess Mahmud, Lic. Abelardo Fonseca Yerena, y Dr. David Reynoso Jiménez.

### Promulgación de la Ley Orgánica
La Ley Orgánica de la UAA fue promulgada el 8 de febrero de 1974 y publicada en el Periódico Oficial del Estado el 24 de febrero del mismo año en el suplemento número 8, tomo XXXVII, siendo gobernador del Estado el doctor Francisco Guel Jiménez.
Los artículos 5, 6, 7, 9, 11, 12, 14, 15, 16, 17, 18, 19, 20, 23, 24 y 25 tuvieron reformas según decreto del Congreso del Estado, promulgado el 1 de noviembre de 1979 por la L Legislatura y se publicó en el número 45 del propio Periódico Oficial de fecha 4 de noviembre de 1979, en el número 44, tomo XLI.
En el número 45 del propio Periódico Oficial, mismo tomo, se publicó una fe de erratas al artículo 20. El artículo 24 fue modificado en su fracción III por decreto del Congreso, promulgado el 16 de junio de 1980, siendo gobernador el profesor J. Refugio Esparza Reyes, y se publicó en el Periódico Oficial de fecha 22 de junio de 1980, en el número 25, tomo XLIII.

### Aprobación del Estatuto de la Ley Orgánica
El primer Estatuto de la Ley Orgánica fue aprobado en sesión extraordinaria permanente del Consejo Directivo en funciones de Universitario, celebrada el 25 de septiembre al 9 de octubre de 1974, y aprobado en definitiva y solemnemente en sesión del 25 de octubre del mismo año. El nuevo ordenamiento legal derogó al Estatuto de la Ley Orgánica del IACT, de fecha 12 de octubre de 1965.
La comisión de estilo estuvo integrada por los licenciados Carlos González Rueda, Manuel Varela Quezada, José Luis Serna Valdivia y Guillermo Ballesteros Guerra.

## Gobierno universitario[10]

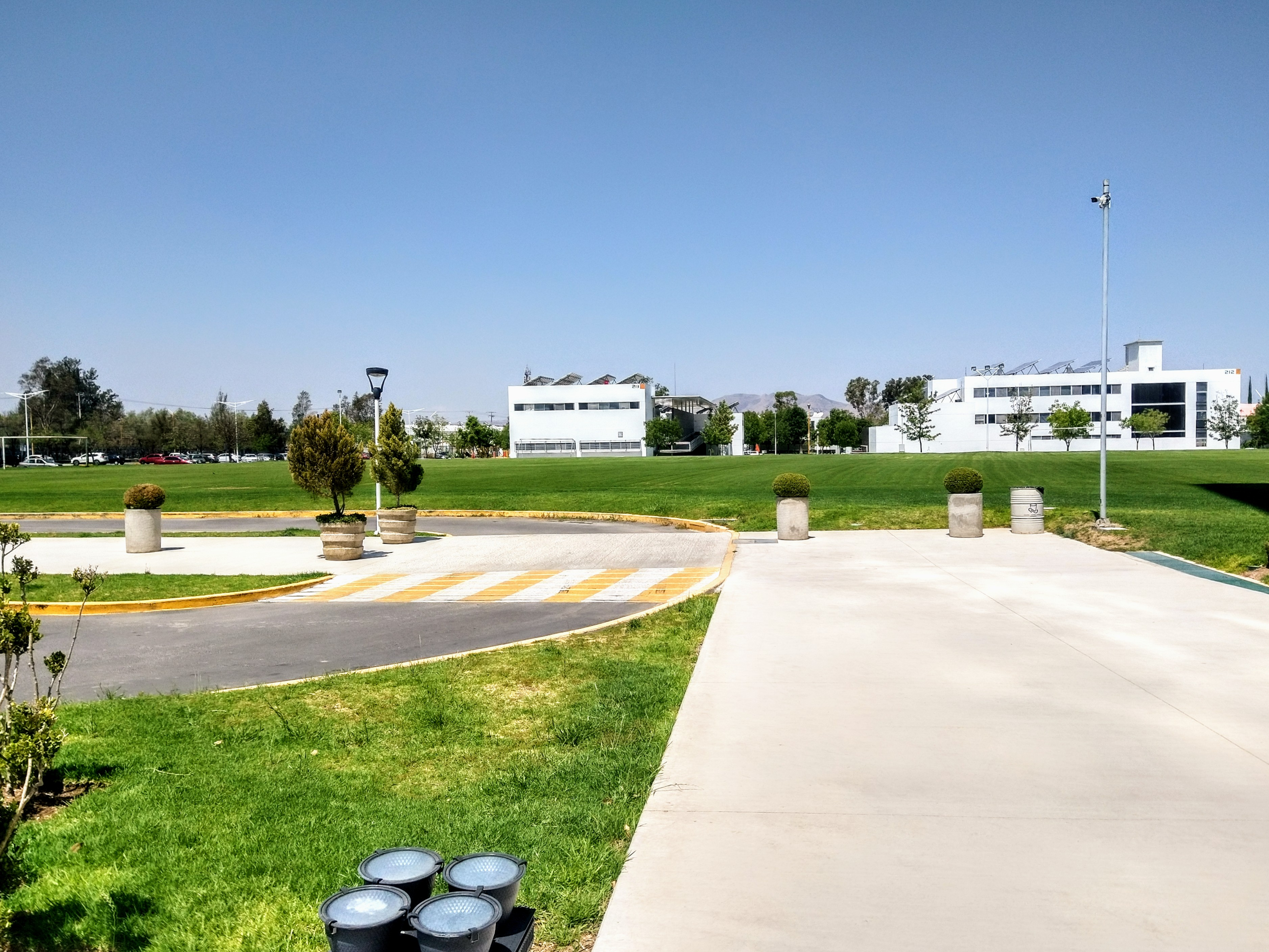
Campo de futbol y edificios de investigación.

El Consejo Universitario es la máxima autoridad en la institución. Dicta normas y disposiciones generales, vigila que las labores se desarrollen con apego a la Ley Orgánica, Estatuto y a otros reglamentos, además de decidir cualquier otro aspecto que se someta a su consideración.
El Rector es el representante legal y funcionario ejecutivo de la UAA, de él dependen el Secretario General, los seis directores generales, los siete decanos de los centros académicos así como los departamentos de Comunicación y Relaciones Públicas (liga a directorio) y de Desarrollo de Recursos; su función es dirigir, coordinar y supervisar a la institución. También cumple y hace cumplir las disposiciones de la Ley Orgánica, Estatuto y demás reglamentos.
El secretario general da a poyo a la institución por medio del manejo de registro de estudiantes, de la revalidación de estudios, de la incorporación de escuelas, de la asesoría jurídica y del personal. Además suple al rector en ausencias temporales, citas a juntas de Consejo Universitario; efectúa el procedimiento de selección de estudiantes de nuevo ingreso y realiza los estudios necesarios para incorporar a la Universidad a instituciones que así lo soliciten.

## Oferta educativa
Los Centros de que se compone y las carreras que imparte son:
- Centro de Artes y Cultura 
  - Licenciatura en Artes Escénicas: Actuación.
  - Licenciatura en Ciencias del Arte y Gestión Cultural.
  - Licenciatura en Letras Hispánicas.
  - Licenciatura en Música.
  - Licenciatura en Artes Cinematográfica y Audiovisuales.
- Ciencias Agropecuarias 
  - Ingeniería en Agronomía.
  - Ingeniería en Agroindustrial.
  - Medicina Veterinaria y Zootecnia.
- Ciencias Básicas 
  - Químico Farmacéutico Biólogo.
  - Ingeniería en Computación Inteligente.
  - Licenciado en Biología.
  - Ingeniería Bioquímica.
  - Ingeniería Electrónica.
  - Licenciatura en Tecnologías de Información.
  - Licenciatura en Matemáticas Aplicadas.
  - Ingeniería en Sistemas Computacionales.
  - Ingeniero en Computación Inteligente.
  - Licenciatura en Ciencias Ambientales.
  - Ingeniero Industrial Estadístico.
  - Licenciatura en Biotecnología.
- Ciencias de la Salud 
  - Médico Estomatólogo.
  - Médico Cirujano Medicina.
  - Licenciatura en Optometría.
  - Licenciatura en Enfermería.
  - Licenciatura en Nutrición.
  - Licenciatura en Cultura Física y Deporte.
  - Licenciatura en Terapia Física.
- Ciencias del Diseño y de la Construcción 
  - Licenciatura en Arquitectura.
  - Ingeniería Civil.
  - Licenciatura en Urbanismo.
  - Licenciatura en Diseño Gráfico.
  - Licenciatura en Diseño Industrial.
  - Licenciatura en Diseño de Interiores.
  - Licenciatura en Diseño de Moda en Indumentaria y Textiles.
- Ciencias Económicas y Administrativas 
  - Licenciatura en Economía.
  - Licenciatura en Contador Público.
  - Licenciatura en Mercadotecnia.
  - Licenciatura en Administración de Empresas.
  - Licenciatura en Administración Financiera.
  - Licenciatura en Relaciones Industriales.
  - Licenciatura en Gestión Turística.
  - Licenciatura en Comercio internacional.
  - Licenciatura en Administración de la Producción y Servicios.
- Ciencias Sociales y Humanidades 
  - Licenciatura en Derecho.
  - Licenciatura en Asesoría Psicopedagógica.
  - Licenciatura en Ciencias Políticas y Administración Pública.
  - Licenciatura en Comunicación e Información.
  - Licenciatura en Comunicación Organizacional.
  - Licenciatura en Docencia del Inglés.
  - Licenciatura en Filosofía.
  - Licenciatura en Historia.
  - Licenciatura en Psicología.
  - Licenciatura en Sociología.
  - Licenciatura en Trabajo Social.
  - Licenciatura en Docencia de Francés y Español como lenguas extranjeras.
- Centro de ciencias de ingeniería 
  - Ingeniería Automotriz.
  - Ingeniería Biomédica.
  - Ingeniería en Robótica.
  - Ingeniería en Diseño Mecánico.
  - Ingeniería en Energías Renovables.
  - Ingeniería en Manufactura y Automatización Industrial.
- Centro de ciencias empresariales 
  - Licenciatura en Agronegocios.
  - Licenciatura en Comercio Electrónico.
  - Licenciatura en Administración y Gestión Fiscal de PYMES.
  - Licenciatura en Logística Empresarial.
- Centro de Bachillerato 
  - Bachillerato General por Competencias.
  - Plan de estudio de Bachillerato Internacional.
- Cursos 
  - Cursos de idiomas inglés, francés, italiano y Programa de Fomento a las Lenguas Extranjeras.
  - Cursos de balompié, natación, baloncesto, entre otros deportes.
  - Cursos de informática, primeros auxilios, danza, artesanías, cocina, etcétera.

## Rectores
La UAA ha tenido los rectores siguientes:
- C. P. Humberto Martínez de León, último rector del IACT y primero de la UAA (1972-1973 y 1974-1977).
- Dr. Alfonso Pérez Romo (1978-1980).
- Dr. José Manuel Ramírez Isunza (1981-1983).
- Lic. Efrén González Cuéllar (1984-1986 y 1987-1989).
- Ing. Gonzalo González Hernández (1990-1992 y 1993-1995).
- Lic. Felipe Martínez Rizo (1996-1998).
- Dr. Antonio Ávila Storer (1999-2001 y 2002-2004).
- Dr. Rafael Urzúa Macías (2005-2007 y 2008-2010).
- M.en A. Mario Andrade Cervantes (2011-2016).
- Dr. Francisco Javier Avelar González (2017-2022).
- Dra. Sandra Yesenia Pinzón Castro (2023- Actualmente en el cargo).

## Lema universitario

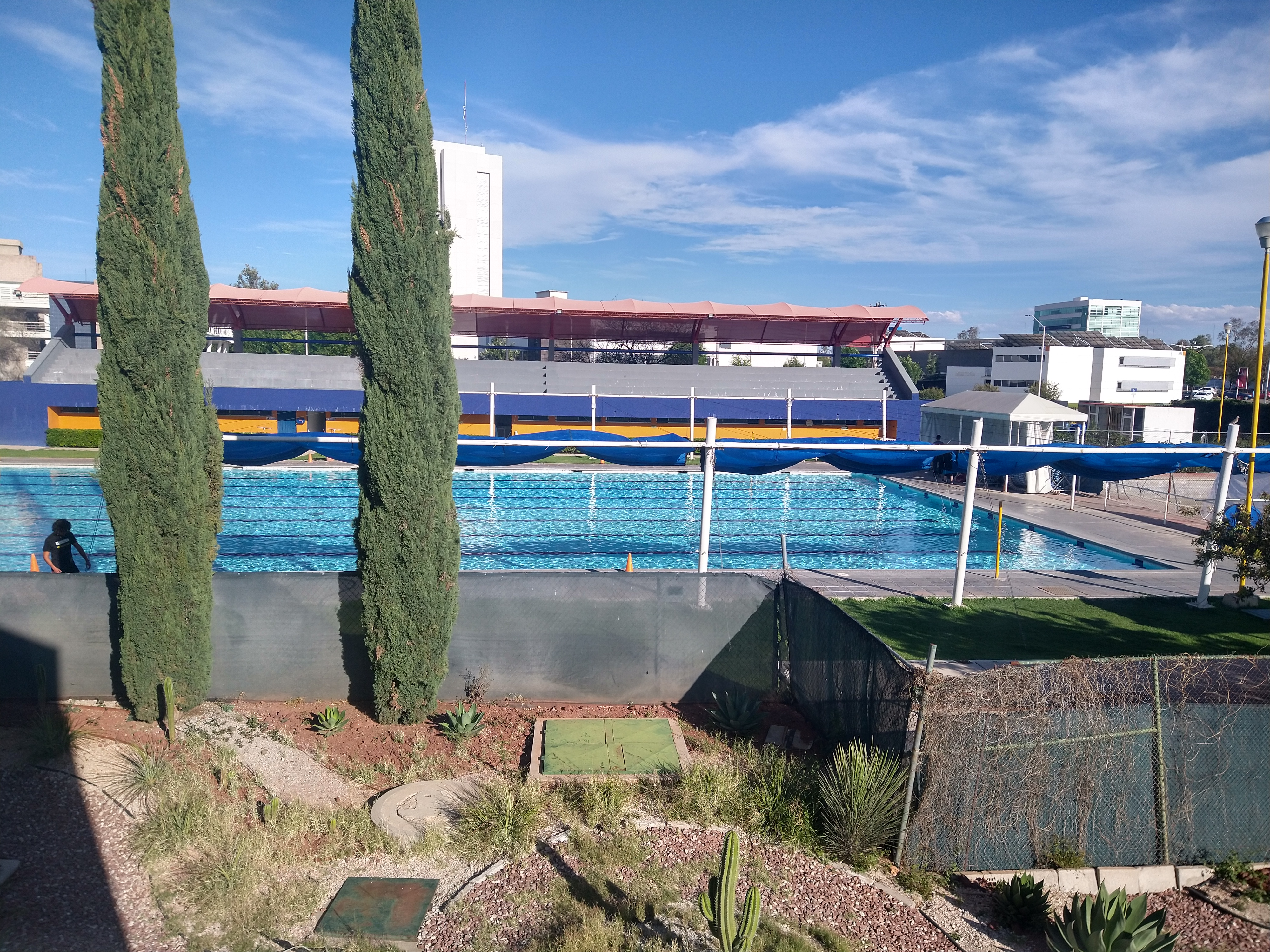
Alberca universitaria.

El lema de la universidad es “Se lumen proferre”, locución latina que significa “proyectarse en luz”, la cual fue escrita por el poeta Desiderio Macías Silva. Dicho lema fue adoptado el 29 de abril de 1974 por el Consejo Universitario.
Este lema implica: 
1. Una Ontología en que luz se identifica con el esplendor del ser, con manifestación suya. Consecuentemente, a más (y más pura), luz, más perfección del ser que por medio de ella se manifiesta.
2. Una Axiología, es decir, una teoría de los valores, en la que ser más luz significa más valor, supuesto que equivale a más perfección del ser; y en la que la motivación más alta del ser humano consistiría en la transformación de sí en el ser más luminoso, dentro de sus posibilidades, es decir, en el hombre más interesante, hombre posible, o quizá más que eso.
3. Una Ética, que fundamentaría el deber ser de la conducta humana, pues la praxis toda estaría orientada y condicionada al enriquecimiento ontológico del hombre: enriquecimiento que se manifestaría por lo que aquí metafóricamente llamaríamos luz.

## El símbolo y logotipo
El 31 de octubre de 1980, el Consejo Universitario aprobó la instauración de un nuevo símbolo y logotipo de la institución con base en la propuesta hecha por del entonces Centro Tecnológico -ahora centro de Ciencias del Diseño y de la Construcción-. El diseñador José Luis Márquez buscó que los elementos gráficos tuvieran los planteamientos ideológicos y filosóficos de la institución, dándole características y formas modernas y audaces con la misma institución. Otro elemento fue el rediseño del alfabeto, que tuviera semejanza con el nuevo símbolo.
En septiembre de 1997, el grupo Aguafuerte Diseñadores Gráficos A. C. propuso algunas transformaciones al logotipo en sus trazos y colores, esto con el objeto de hacerlo más atractivo y congruente con la realidad actual de nuestra Universidad. La forma del símbolo tiene coincidencia conceptual con la filosofía universitaria. Los conceptos de ciencia, técnica y humanismo son representados por su geometría, siendo estas el cálculo, la medida y la ciencia al servicio del hombre.

## Himno universitario
Se cantó por primera vez en la inauguración del Centro de Información en el año de 1976, ante la presencia del presidente de la República, Luis Echeverría Álvarez, pero fue hasta el año siguiente en el mes de noviembre, cuando el Consejo Universitario, que por encargo del rector, contador público Humberto Martínez de León, le fue encomendado al etnomusicólogo Oscar Malo Flores, jefe del departamento de Promociones Culturales.
El autor, en la primera estrofa resalta el lema universitario y la complementa con la palabra Universitas (Universidad), que permite al compositor reflejar su idea musical. La estructura del himno es una perífrasis de lo que es «convertirse en luz», basándose en los principios de libertad, justicia, igualdad y paz en beneficio de la humanidad por medio del trabajo cotidiano, dinámico y audaz.
La música da principio con una «Cuarta» (fado) para dar la sensación de lo indígena (caracoles marinos, huéhuetl, teponaztli, chirimía), continúa con un «tono menor» que significa la lucha entre lo indígena y lo hispano y termina, la primera parte, con un «tono mayor», símbolo de una nueva nacionalidad.

Himno universitario
Oscar Malo Flores

¡SE LUMEN PROFERRE!

UNIVERSITAS, UNIVERSITAS
Sé luz que brille

con gran intensidad

luz que irradie

con libertad.

Sé luz que crezca

en bien de los demás

luz que transforme

la humanidad.

Tus ideales serán verdad

si decidido lanzas tu afán.

Sé luz que a todos

dé lo que debe dar

luz de justicia

y de igualdad.

Sé luz de joven

dinámico y audaz

luz que se extienda

por dar la paz.

¡SE LUMEN PROFERRE!

UNIVERSITAS, UNIVERSITAS

### El Gallo, Mascota Universitaria
Para la adopción de la mascota universitaria, se hizo un concurso entre el alumnado y todas las personas que quisieran participar en la creación; hubo varias propuestas que iban desde figuras representativas de ardillas, abejas, venados, pero el gallo fue el que tuvo mayor aceptación.
El Gallo refleja la alegría, la fuerza y liderazgo de la juventud. Esta ave tiene la cresta erguida, pico ganchudo, arcos prominentes, ojos vivaces, plumaje ceñido, fuerte estatura, tronco ovalado y posición tan erguida que el cuello, pecho y patas casi cubren una línea vertical. Fue designada como mascota oficial para todos los eventos deportivos el 30 de mayo de 1983.
El diseño original es de Guillermo Cuéllar Arellano, estudiante de arquitectura. El desarrollo y justificación pertenecen al médico veterinario zootecnista Arturo Valdivia Flores y a José Valdivia Flores.
El Gallo ha pasado por varias épocas en la representación del diseño, sin perder las características de alegría y representatividad de la juventud.